# Provinciale weg 268
De provinciale weg 268 (N268) is een provinciale weg in Noord-Brabant die loopt van de A17 bij industrieterrein Borchwerf II, langs Oud Gastel en Stampersgat naar de A4 bij Dinteloord.
De weg is uitgevoerd als tweestrooks-gebiedsontsluitingsweg met een maximumsnelheid van 80 km/h. In de gemeente Steenbergen heet de weg Noordlangeweg. In de gemeente Halderberge heet de weg achtereenvolgens Dinteloordseweg en Provincialeweg Noord.

## Geschiedenis
Tot 2003 werd het wegnummer N268 gebruikt voor de weg van Ulvenhout via Baarle naar de grens met België nabij Weelde. Tegenwoordig is deze weg tussen Ulvenhout en Baarle genummerd als N639. Het gedeelte tussen Baarle en de Belgische grens is onderdeel van de N260, welke verder naar Hulten verloopt.
De huidige N268 was tot 2003 onderdeel van de N640. De weg verliep van Roosendaal via Stampersgat naar de A59 nabij Fijnaart. In 2003 is het weggedeelte tussen Stampersgat en Fijnaart overgedragen aan de gemeentes Halderberge en Moerdijk.
N62 · N69 · N251 · N252 · N253 · N254 · N255 · N256/A256 · N257 · N258 · N260 · N261 · N262 · N263 · N264 · N266 · N267 · N268 · N269 · N270/A270 · N271 · N272 · N273 · N274 · N275 · N276 · N277 · N278 · N279 · N280 · N281 · N282 · N283 · N284 · N285 · N286 · N287 · N288 · N289 · N290 · N291 · N292 · N293 · N294 · N295 · N296 · N296n · N297 · N298 · N300 · N321 · N322 · N324 · N329 · N389 · N394 · N395 · N396 · N397

N556 · N562 · N564 · N570 · N572 · N590 · N595 · N598 · N601 · N602 · N605 · N607 · N612 · N613 · N615 · N616 · N617 · N618 · N620 · N622 · N625 · N629 · N631 · N632 · N637 · N638 · N639 · N640 · N641 · N651 · N652 · N653 · N654 · N655 · N656 · N658 · N659 · N660 · N661 · N662 · N663 · N664 · N665 · N666 · N667 · N668 · N669 · N670 · N671 · N673 · N674 · N675 · N676 · N682 · N683 · N686 · N689 · N690 · N831 · N843

Voormalige provinciale wegen: N299 · N551 · N552 · N553 · N554 · N555 · N560 · N561 · N563 · N565 · N566 · N567 · N568 · N571 · N574 · N580 · N581 · N582 · N583 · N584 · N585 · N586 · N587 · N588 · N589 · N591 · N592 · N593 · N594 · N596 · N597 · N603 · N604 · N606 · N608 · N610 · N611 · N614 · N619 · N621 · N623 · N624 · N626 · N628 · N630 · N634 · N642 · N657